# Marek Zagańczyk
Marek Zagańczyk (ur. 10 lutego 1967 w Warszawie) – polski pisarz, eseista, wydawca. W latach 2008–2019 zastępca redaktora naczelnego „Zeszytów Literackich”. Od 2020 roku prezes wydawnictwa Próby.
Absolwent Wydziału Wiedzy o Teatrze Akademii Teatralnej w Warszawie; gdzie w 1989 obronił pracę magisterską Tymon Terlecki – eseista teatralny pod kierunkiem prof. Zbigniewa Raszewskiego. W latach 1989–1990 dziennikarz działu kultury dziennika „Obserwator”. Od 1989 do 1991 członek redakcji miesięcznika „Teatr”. W latach 1989–2016 wykładowca Akademii Teatralnej w Warszawie, 1991–2008 sekretarz redakcji, a od września 2008 do grudnia 2018 zastępca redaktora naczelnego kwartalnika „Zeszyty Literackie”. Redaktor serii „Podróże” (Zeszyty Literackie). W 2020 roku wraz z Anną Arno i Mikołajem Nowakiem-Rogozińskim założył wydawnictwo Próby. Kurator archiwum i spuścizny Pawła Hertza.
Eseje, szkice literackie i recenzje publikował w pismach: „Kultura Niezależna”, „Przegląd Polityczny" „Teatr”, „Gazeta Wyborcza” i „Zeszyty Literackie”. Od 2020 roku prowadzi blog „Sztuka czytania”.
Maratończyk, zdobywca Korony Maratonów Polskich, uczestnik maratonów w Atenach, Berlinie, Florencji, Monachium, Paryżu, Rzymie, Wenecji.

## Twórczość

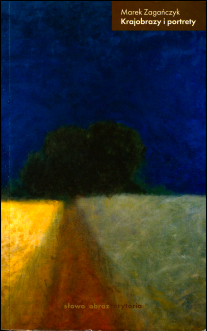
Marek Zagańczyk, Krajobrazy i portrety, 1999

Autor szkiców z podróży. „Szkice Marka Zagańczyka traktują o lekturach i podróżach, czyli łączą w istocie opis dwóch podróży – podróży myślowej i podróży rzeczywistej. Są to medytacje nad kulturą i życiem, a zatem nad tym co jest istotą naszego bytu, trwamy bowiem w naturze i kulturze. W naturze, która jest żywiołem, i w kulturze, która ten żywioł ujarzmia, powściąga, czyni go domem” (Paweł Hertz). W swojej twórczości skupia się na podróżach włoskich, śladami pisarzy, humanistów i podróżników: Pawła Muratowa, Zbigniewa Herberta, E.M. Forstera, Patricka Leigh Fermora, Bruce’a Chatwina, Jarosława Iwaszkiewicza, Kennetha Clarka, Ferdynanda Gregoroviusa, Bernarda Berensona.
W książce Krajobrazy i portrety (1999) znalazły się szkice z podróży na Korsykę, do Włoch, Austrii, Holandii i Polski, a także sylwetki W.H. Audena, Maxa Beerbohma, Isaiaha Berlina, E.M. Forstera, Eugeniusza Fromentin, Hugo von Hofmannsthala, Jarosława Iwaszkiewicza, Henry’ego Jamesa, Jana Kotta, Vladimira Nabokova, Evelyn Waugh.

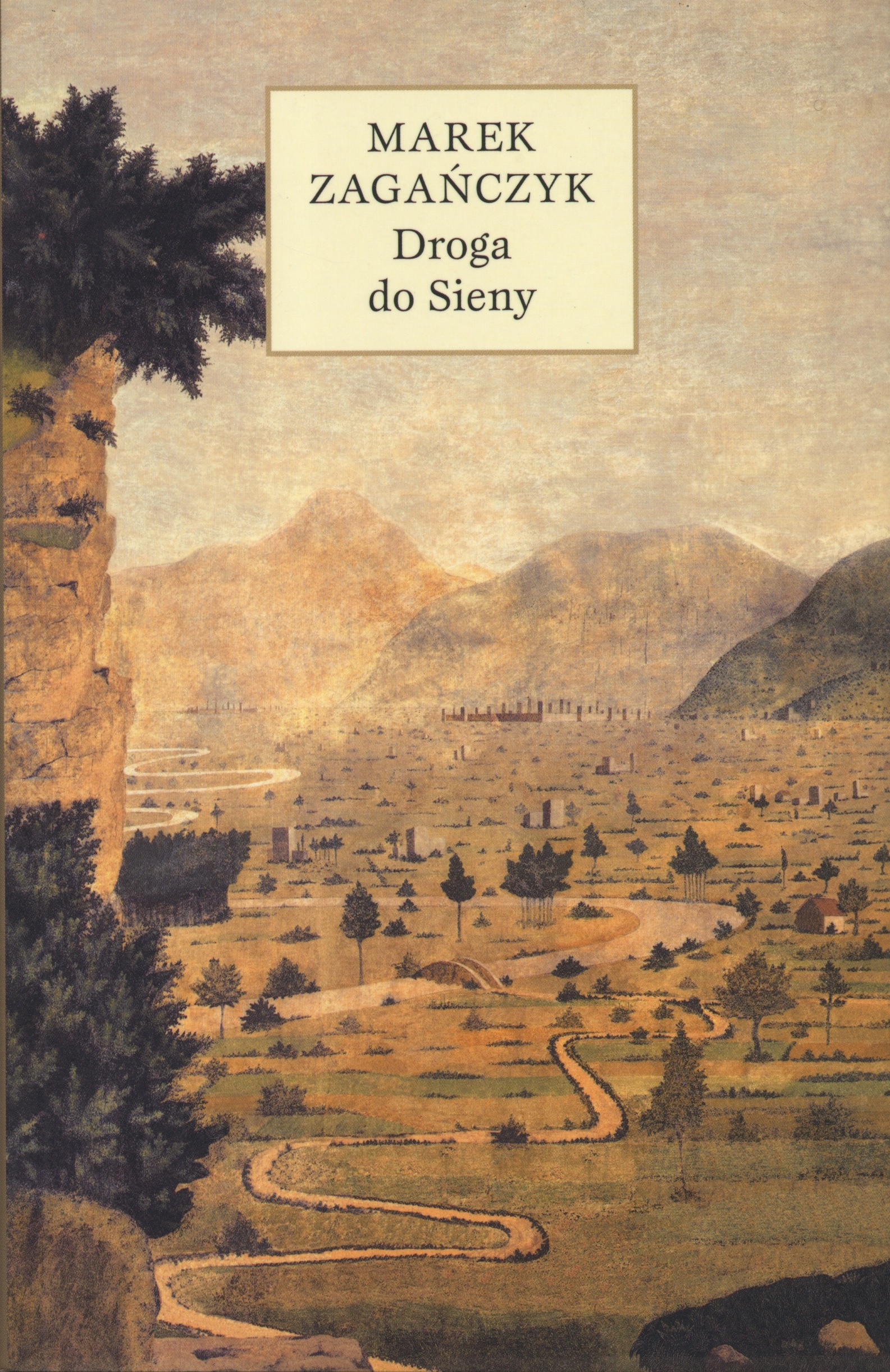
Marek Zagańczyk, Droga do Sieny, 2005

Droga do Sieny (2005), jest zbiorem szkiców poświęconych krajobrazom i sztuce Toskanii. „Droga do Sieny sytuuje się w XX-wiecznej tradycji podróży, a więc na skrzyżowaniu eseju i autobiografii, […] w tytule kluczowym słowem jest «droga», a więc wędrowanie nie zaś jego cel. […] Tekst żywi się nieustannym dialogiem ze słynnymi podróżnikami po Włoszech, od Stendhala do Camusa i Herlinga-Grudzińskiego, ma swoją niezatartą fizjonomię, wyraźny podpis autora, znak jego wrażliwości i inteligencji. […] Jeśli klasyczna podróż włoska odbywała się po linii prostej, z północy na południe […] to w wypadku Drogi do Sieny linia jest kapryśna, zatacza koło, nawraca, czytelnik zostaje od razu zanurzony w zmysłową rzeczywistość pejzażu, urodę niepowtarzalnego połączenia dzieł człowieka i natury” (Joanna Ugniewska). W książce znalazły się także sylwetki Erwina Axera, Nicolasa Bouvier, Bruce’a Chatwina, Giuseppe Tomasiego di Lampedusa, V.S. Naipaula, Vity Sackville-West, Jerzego Stempowskiego.

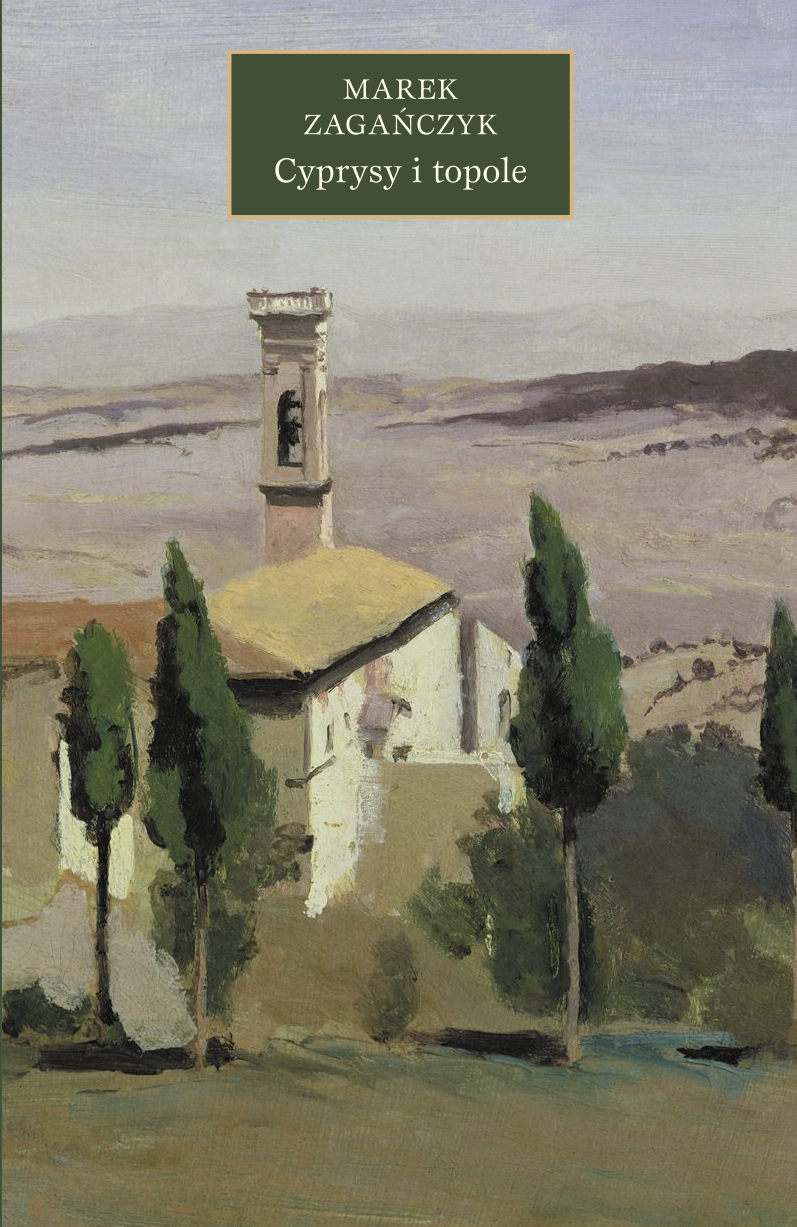
Marek Zagańczyk, Cyprysy i topole, 2012

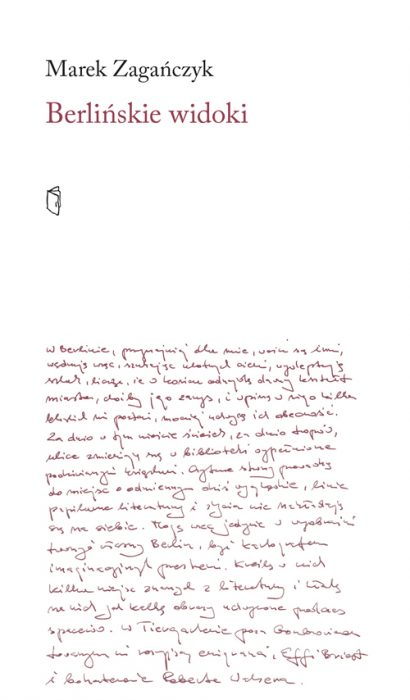
Marek Zagańczyk, Berlińskie widoki, 2019

Cyprysy i topole (2012) to „zbiór szkiców będących rodzajem pielgrzymek do miejsc, w których mieszkali, lub z którymi związani byli bliscy autorowi malarze i pisarze. Siłą tej książki jest wiedza o przedmiocie, czarem – czuły opis” (Julia Hartwig). Książka o sztuce podróżowania, o wpisanej w nią samotności. Przewodnik po miejscach, dziełach sztuki i literatury. Wśród miejsc wyróżnionych znalazły się: Asolo, Berlin, Byszewy, Dolina Orcii, Ferrara, Florencja, Inflanty, Korsyka, Kreta, Piza, Rzędziny, Wenecja.
Berlińskie widoki (2019) to szkic z wędrówek po tytułowym Berlinie, próba odnalezienia miejsc znanych z literatury, odnalezienia miasta wyobrażonego w rzeczywistym.
Znawca współczesnego życia literackiego i eseistyki, o których prowadził zajęcia w Akademii Teatralnej im. A. Zelwerowicza w Warszawie (zajęcia wyróżnione nagrodą rektora Akademii Teatralnej).

## Wydawca
Zastępca redaktora naczelnego „Zeszytów Literackich”, redaktor naczelny w wydawnictwie Próby. Ponadto na dorobek edytorski Marka Zagańczyka składają się m.in.: korespondencja Jarosława Iwaszkiewicza i Pawła Hertza ogłaszana na łamach „Zeszytów Literackich”; Portret młodego artysty. Listy Józefa Rajnfelda do Jarosława Iwaszkiewicza (Warszawa 1997 – wraz z Pawłem Hertzem); tom esejów Jana Kotta Nowy Jonasz i inne szkice (Wrocław 1994 – wstęp i opracowanie), wybór esejów Pawła Hertza Pamięć i ład (Warszawa 2018), a także współpraca edytorska nad tomami korespondencji Zbigniewa Herberta, Czesława Miłosza, Jerzego Stempowskiego. W redagowanej przez niego serii „Podróże” (Zeszyty Literackie) ukazały się książki Ewy Bieńkowskiej, Wojciecha Karpińskiego, Patricka Leigh Fermora, Claudio Magrisa, Sándora Máraiego, Pawła Muratowa, Jerzego Stempowskiego, Adama Szczucińskiego, Joanny Ugniewskiej, Tomasa Venclovy.
W wydawnictwie Próby redaktor pierwszego polskiego wydania Europy w zwierciadle Roberta Byrona (tłum. Dorota Kozińska, Warszawa 2020) i Paradiso Adama Szczucińskiego (Warszawa 2021), razem z Elżbietą Jogałłą redaktor pierwszego polskiego wydania Rady egipskiej Leonarda Sciascii (tłum. Halina Kralowa, Warszawa 2020).

## Książki
- Krajobrazy i portrety (eseje; słowo/obraz terytoria 1999, ISBN 83-87316-82-2)
- Droga do Sieny (szkice literackie; Zeszyty Literackie 2005, ISBN 83-60046-05-0)
- Cyprysy i topole (szkice literackie; Zeszyty Literackie 2012, ISBN 978-83-60046-32-6)
- Berlińskie widoki (szkice literackie; Wydawnictwo Austeria, 2019, ISBN 978-83-7866-237-2)

## Stypendia
- 1992 – Fonds d’Aide Aux Lettres Polonaises Indépendantes, Paryż
- 1993 – Stypendium im. Stanisława Lema, Société Historique et Littéraire Polonaise, Paryż
- 2011 – Akademie der Künste, Berlin
- 2015 – fellow Santa Maddalena Foundation, Donnini
- 2016 – Stypendium im. Albrechta Lemppa

## Ordery i nagrody
- Krzyż Kawalerski Orderu Odrodzenia Polski – 2012 za wybitne osiągnięcia w pracy twórczej oraz działalności publicystycznej i wydawniczej, za zasługi w popularyzowaniu literatury[3][4]
- Nagroda Literacka im. Leopolda Staffa: nagroda specjalna w kategorii „Pomost” w uznaniu pracy na rzecz popularyzowania kultury włoskiej (2023)[5].